# بیمارستان نجمیه
بیمارستان نجمیه بیمارستانی در تهران با سبک معماری اواخر دورهٔ قاجار است که در دهه اول دورهٔ پهلوی افتتاح شده و در خیابان حافظ (سابقا موسوم به خیابان دروازه قدیم یوسف آباد) پایین‌تر از خیابان جمهوری اسلامی واقع شده‌است.
بیمارستان یادشده در تاریخ ۱۴ مرداد ۱۳۸۲ با شمارهٔ ثبت ۹۴۹۴ به‌عنوان یکی از آثار ملی ایران به ثبت رسیده و همچنین در فهرست موقوفات سازمان اوقاف و امور خیریه کشور قرار دارد. بنیان‌گذار این بیمارستان، ملک تاج خانم فیروز نجم‌السلطنه است. او نوهٔ عباس میرزا، دختر نصرت‌الدوله، همسر میرزا هدایت الله وزیر دفتر و مادر محمد مصدق می‌باشد.. نجم السلطنه از سال ۱۳۰۷ش به ساخت و وقف بیمارستانی در محل سکونت خود، خیابان دروازه یوسف آباد (حافظ امروزی)، همت گمارد که این موقوفه به نام بیمارستان نجمیه تهران تا به امروز باقی است. نجم السلطنه برای مخارج این بیمارستان درآمد چندین ملک خود را اختصاص داد و تا زمانی که خود زنده بود نظارت بر امور آن را برعهده داشت. پس از آن طبق وقف نامه، تولیت به دست  محمد مصدق و بعد از وی به میرزا ابوالحسن خان ثقه الدوله دیبا و پس از این دو پسر به فرزندان بزرگشان تعلق می‌گرفت. او همچنین نظارت بر این بیمارستان را به دخترانش؛ فاطمه خانم شوکت‌الدوله، ملوک خانم عشرت‌الدوله و آمنه دفتری (دفترالملوک) واگذار کرد.
این بیمارستان نخستین بیمارستان مدرن تهران است که در سال ۱۳۰۶ افتتاح شد و در تاریخ آبان ۱۳۰۷ وقف بیماران مستمند ایران گردید بنایی نیز در اواخر دهه ۳۰ توسط محمدحسن شمشیری به مجموعه بیمارستان اضافه شد که دارای همخوانی با دیگر ساختمان‌های آن است. بیمارستان نجمیه محل وفات مصدق نیز می‌باشد.
این بیمارستان در حال حاضر توسط سپاه پاسداران انقلاب اسلامی اداره می‌شود و زیر پوشش دانشگاه علوم پزشکی بقیةالله قرار دارد.

## نگارخانه

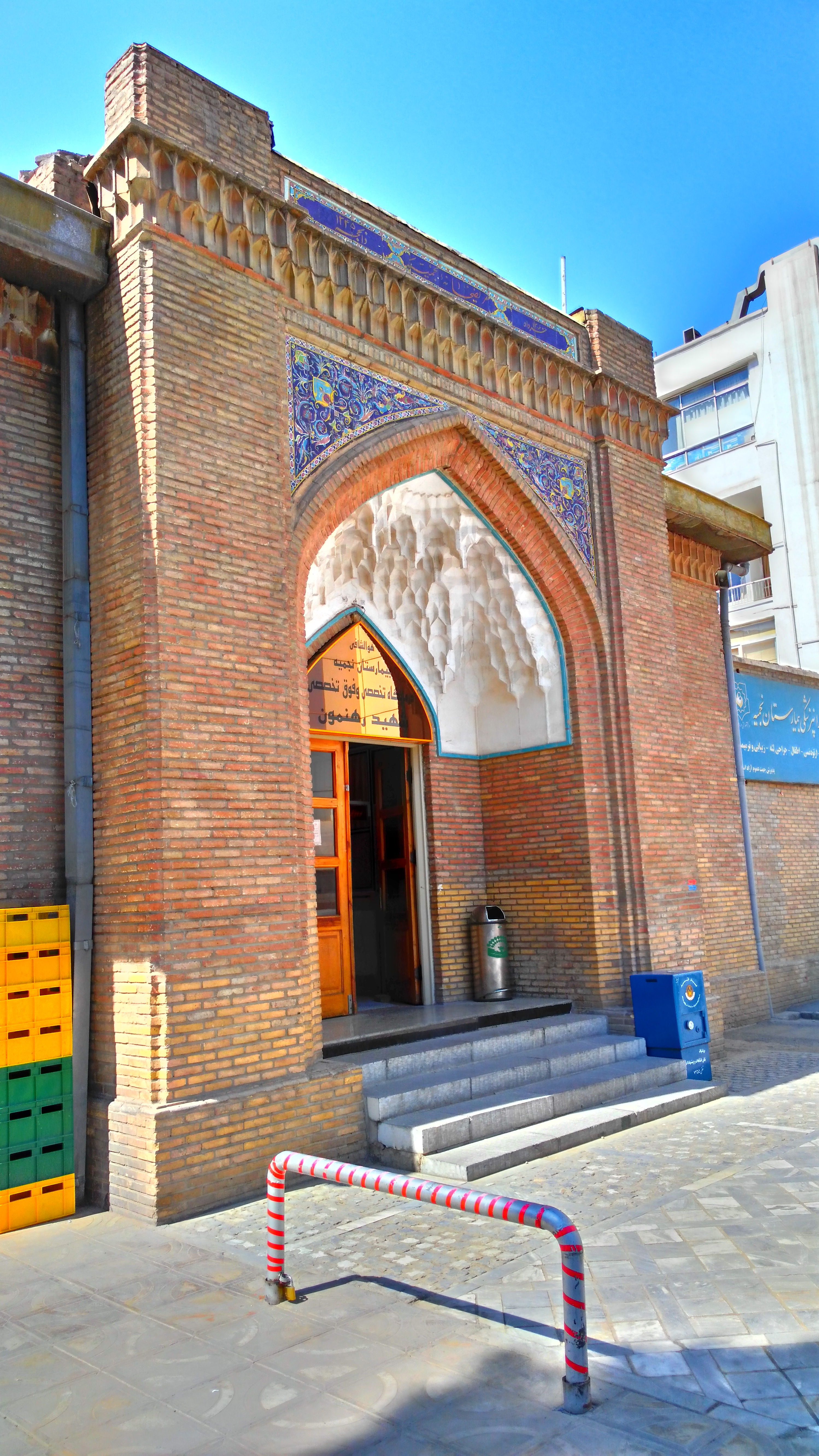
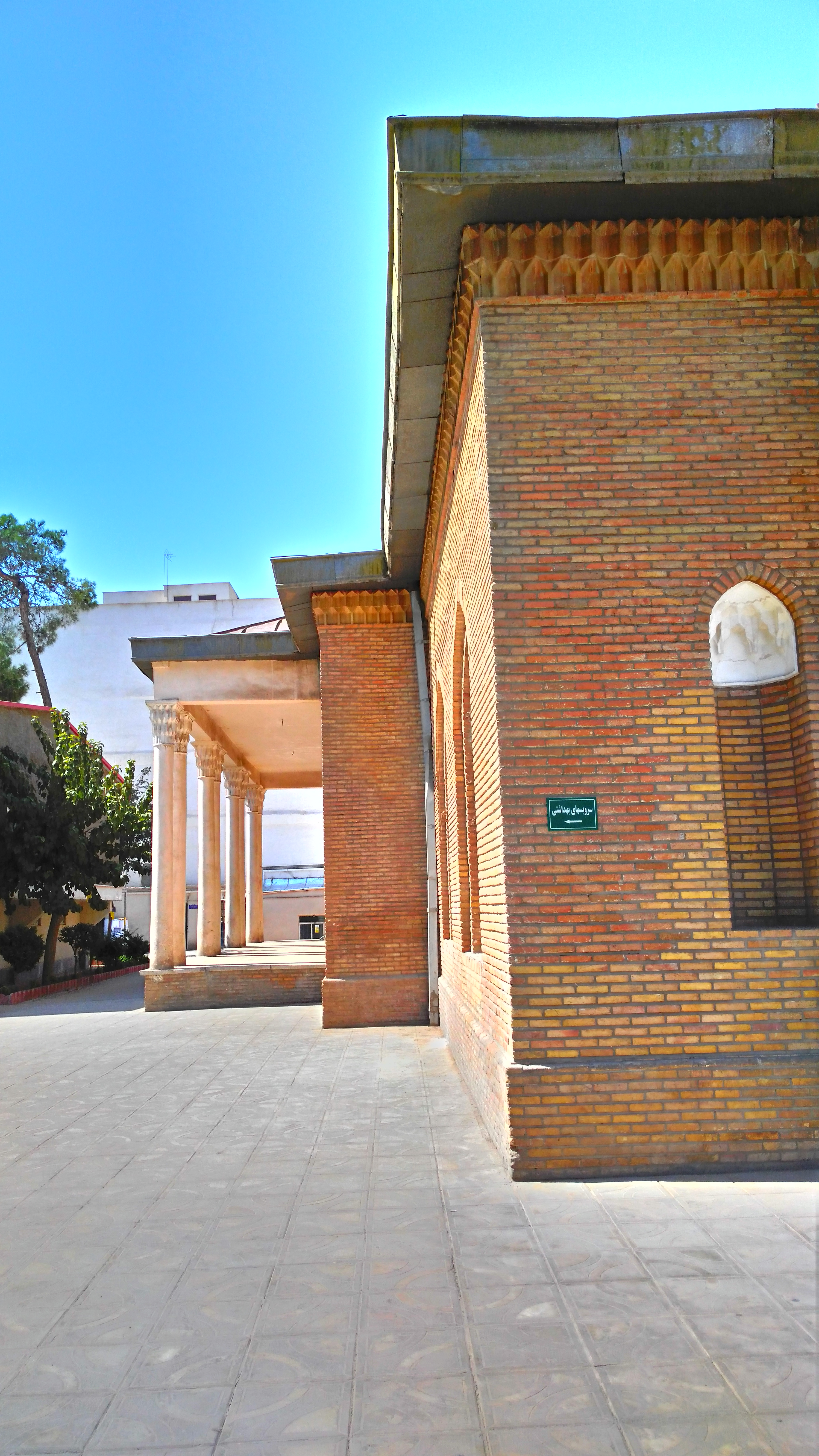
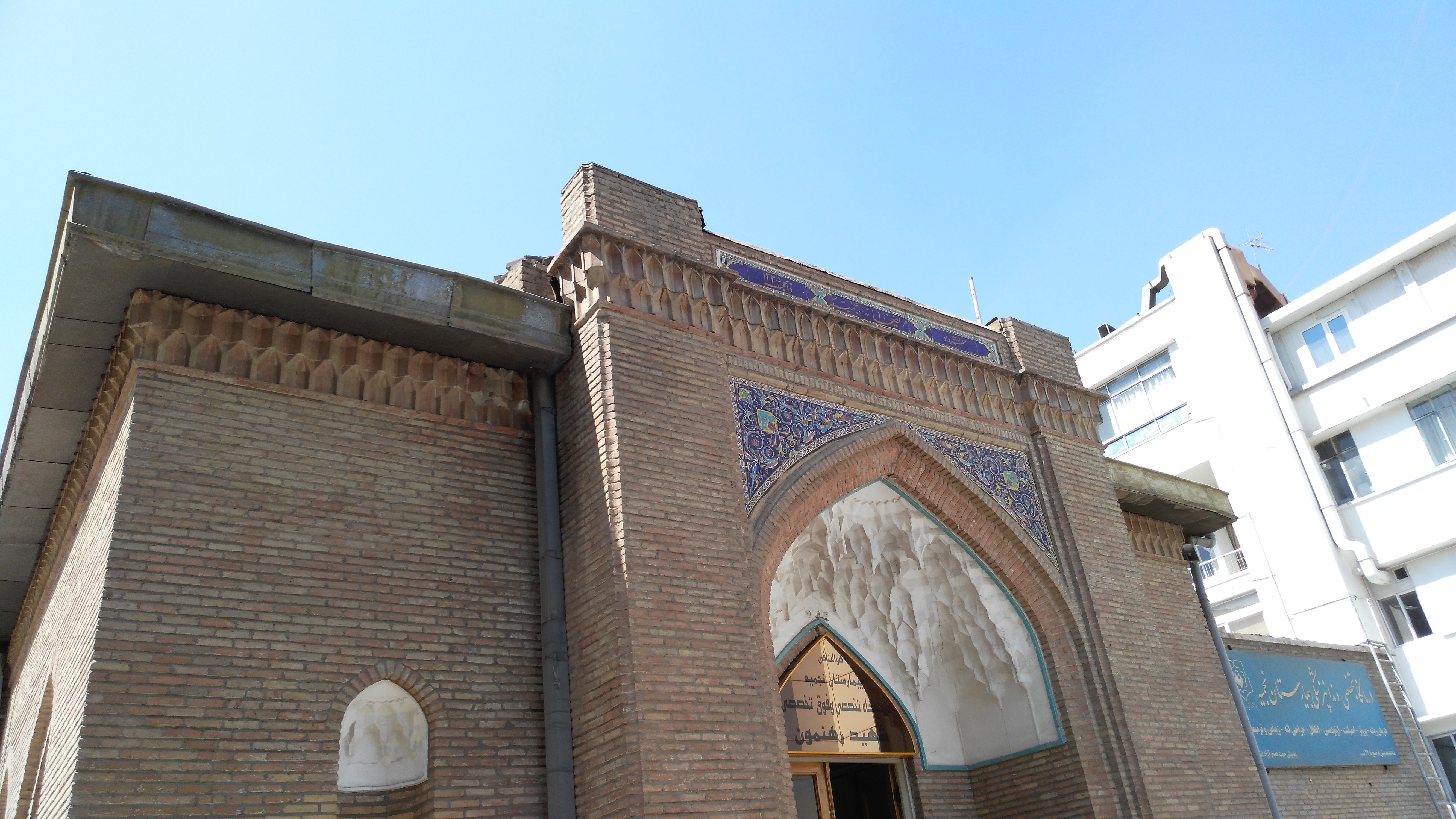
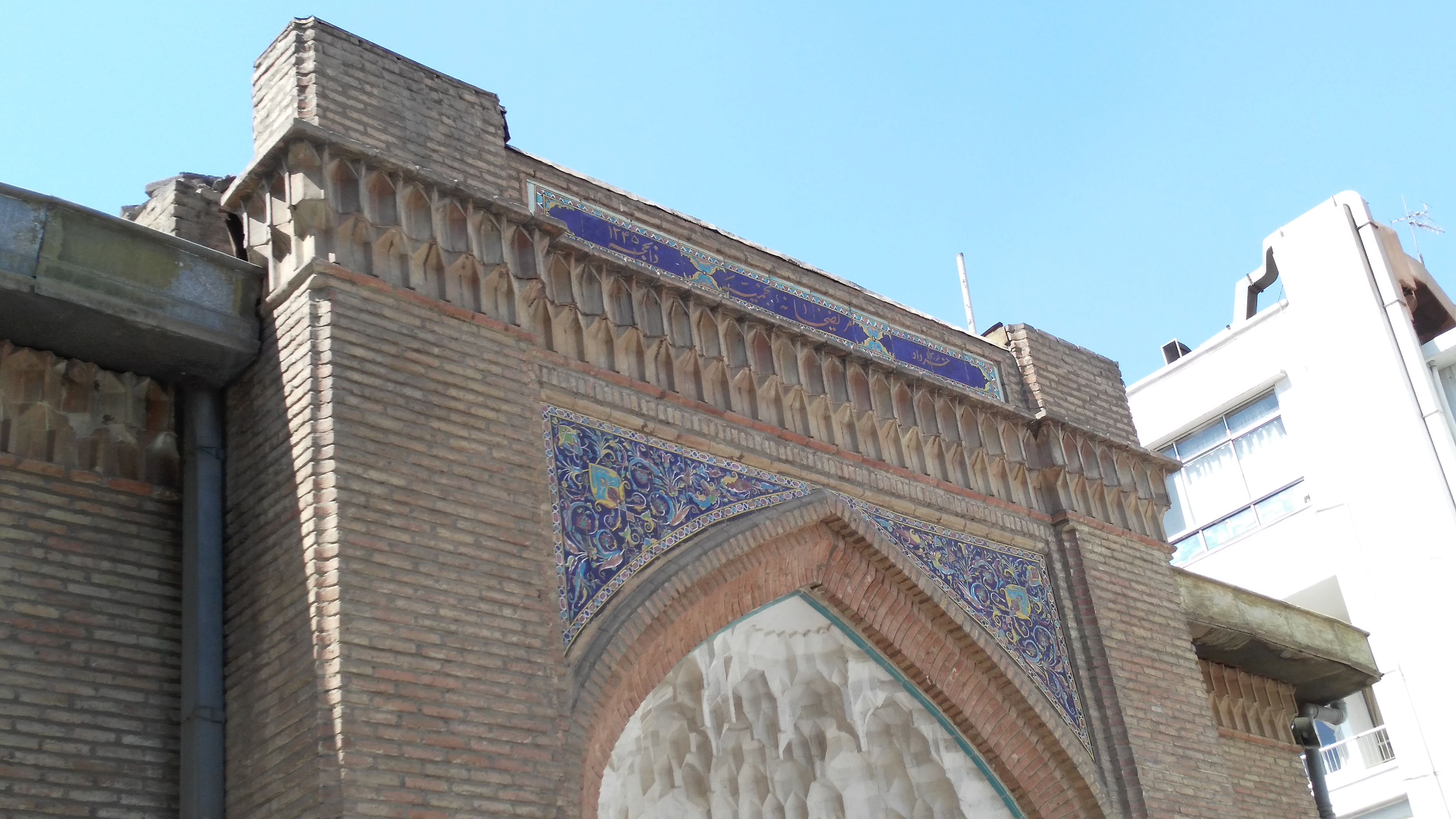
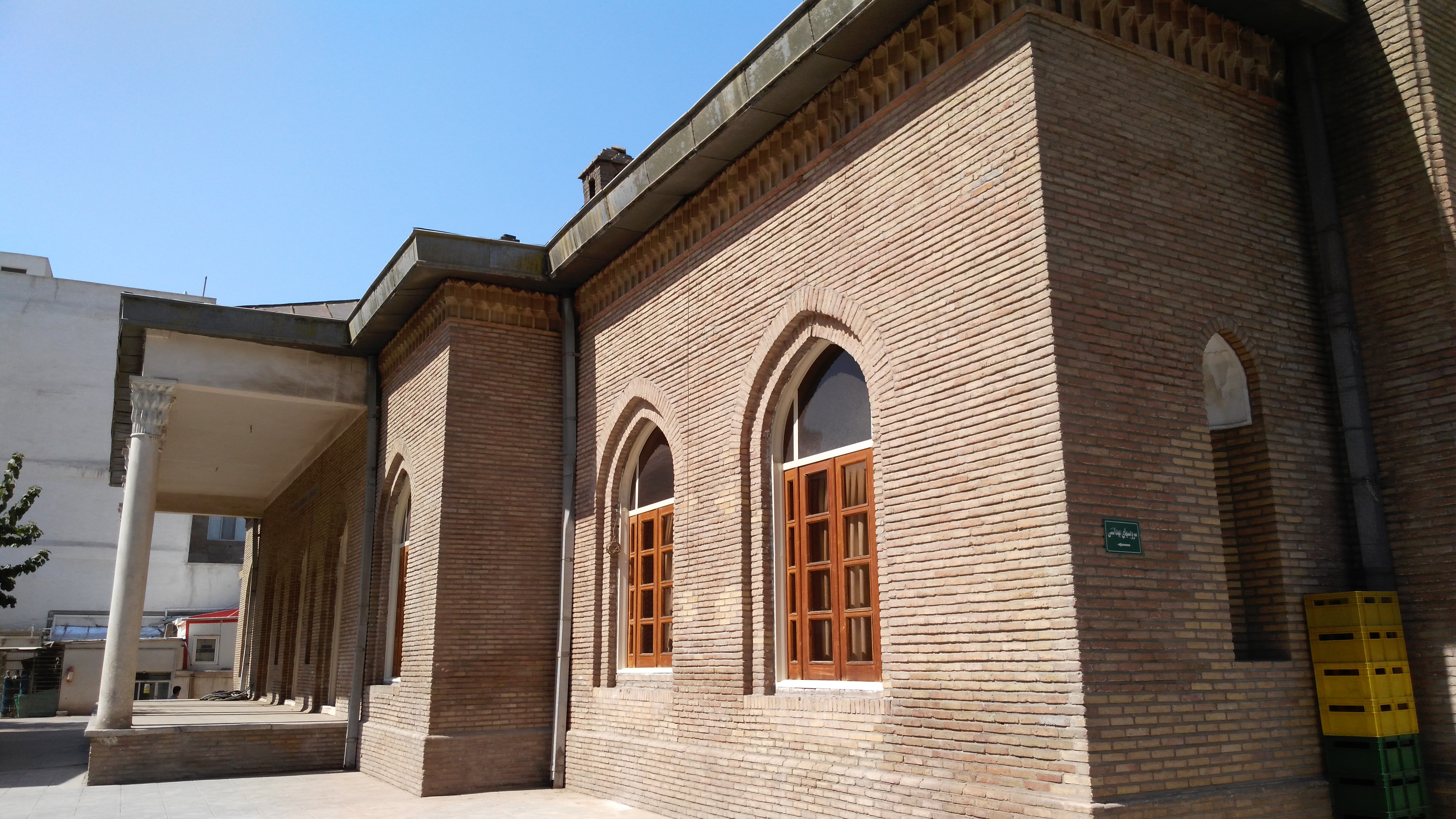
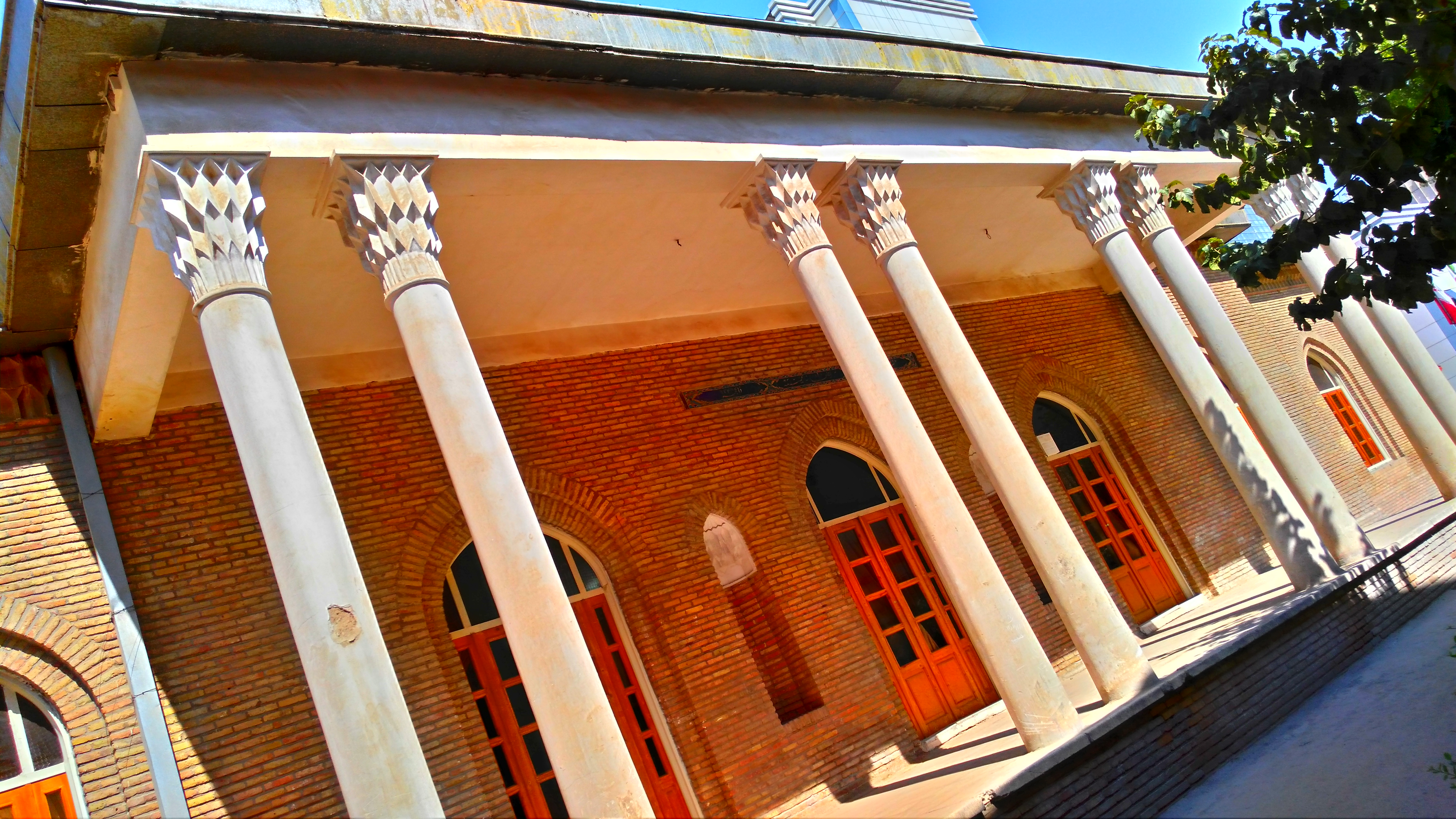
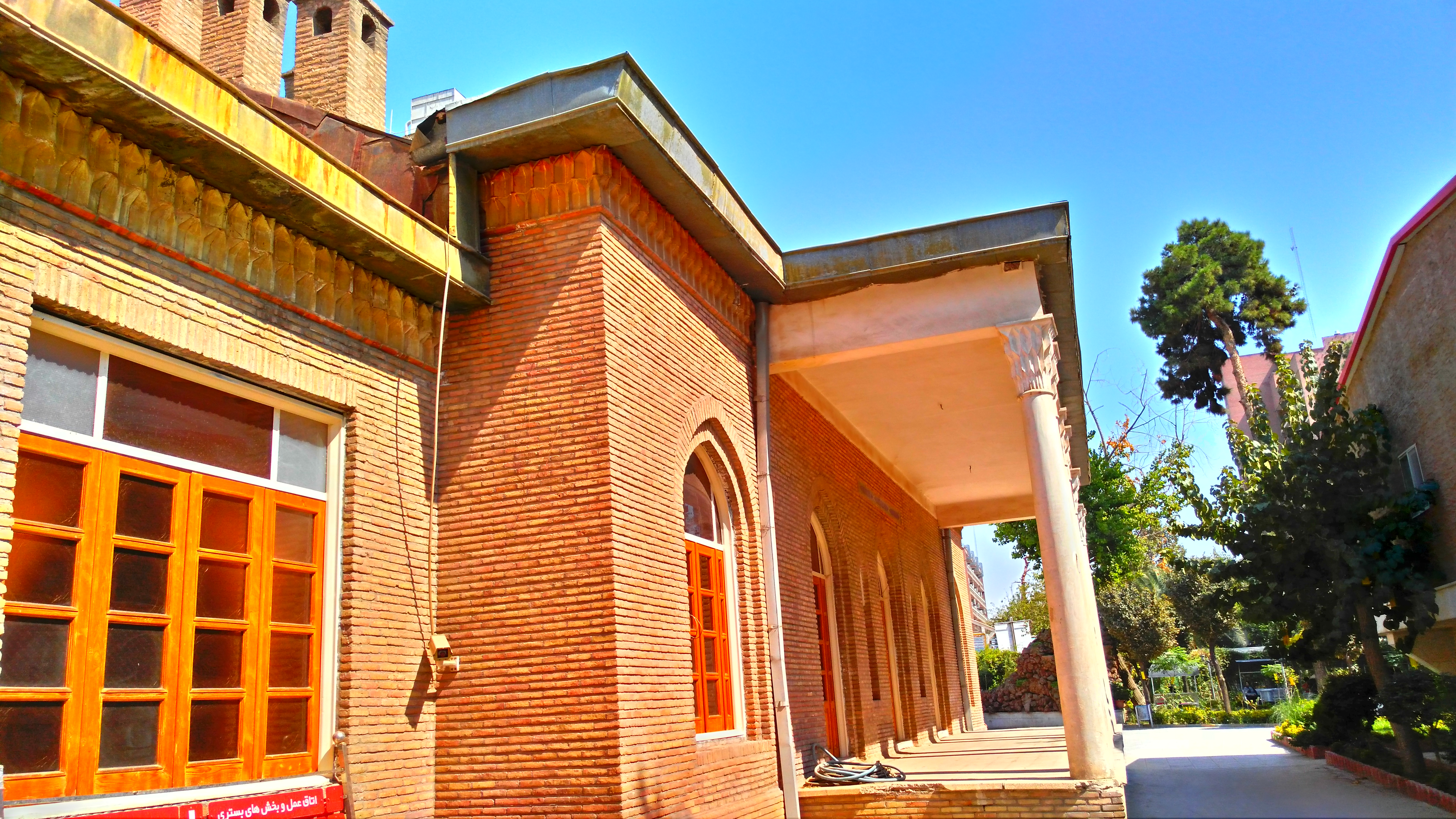
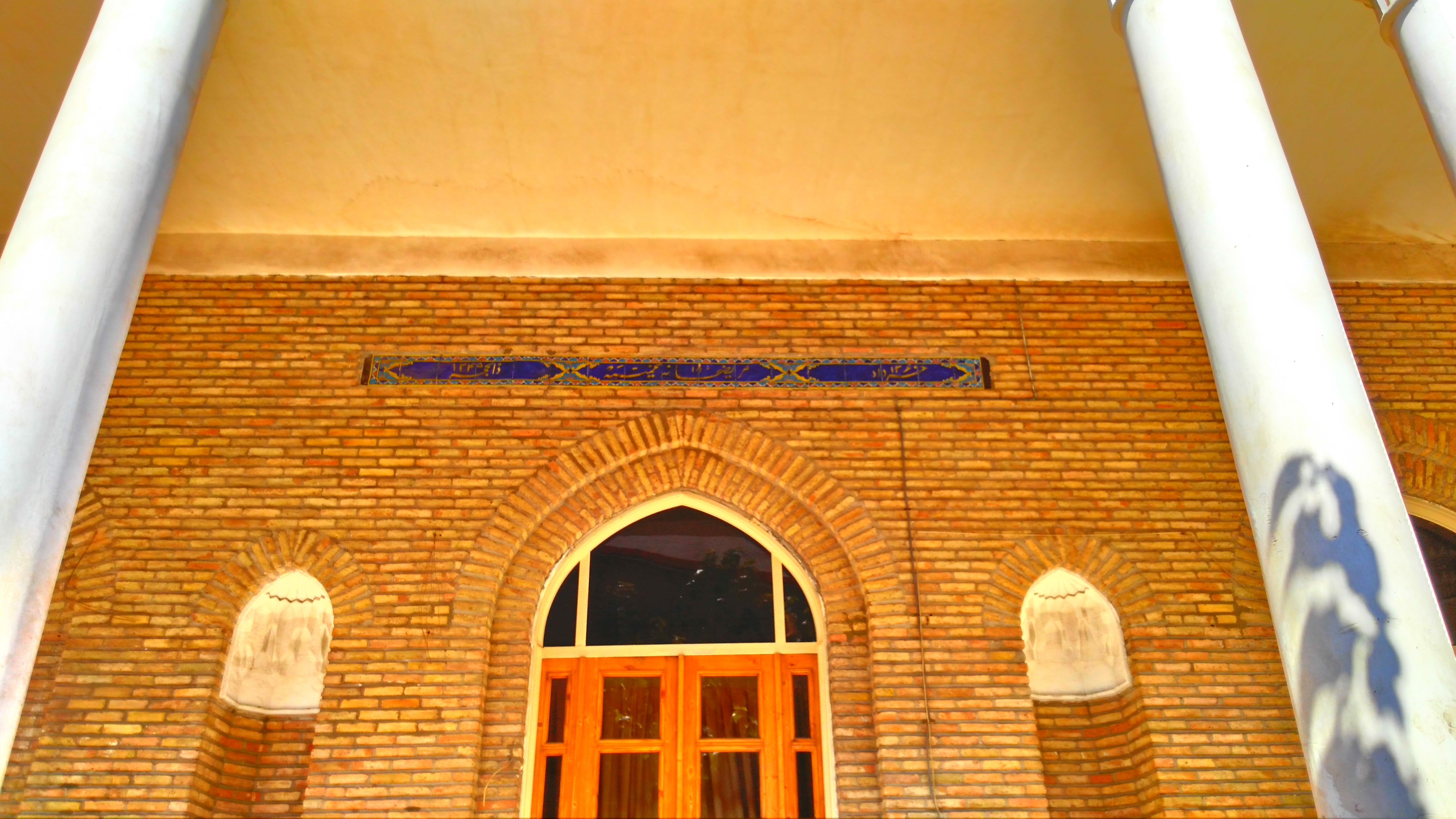
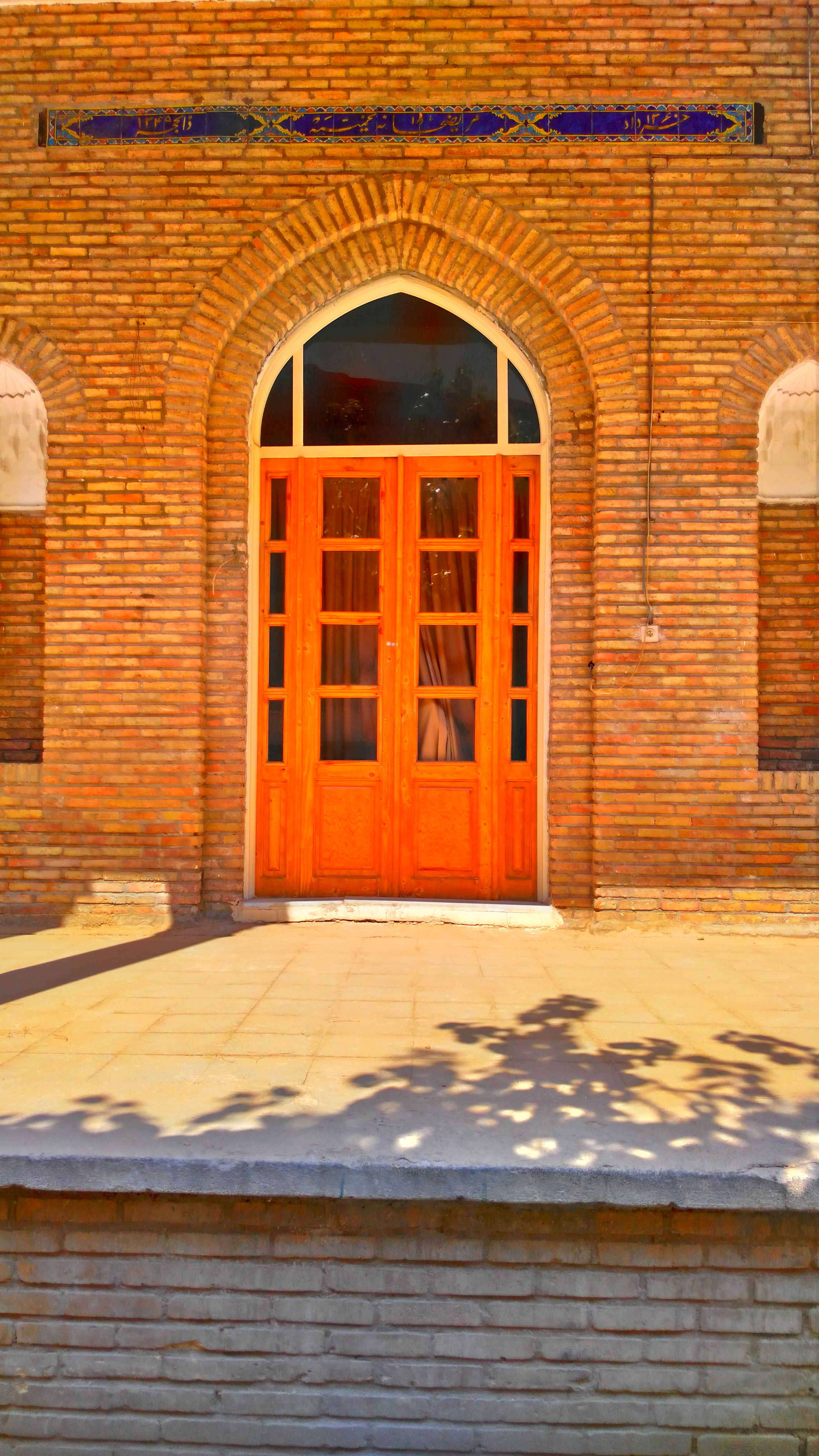
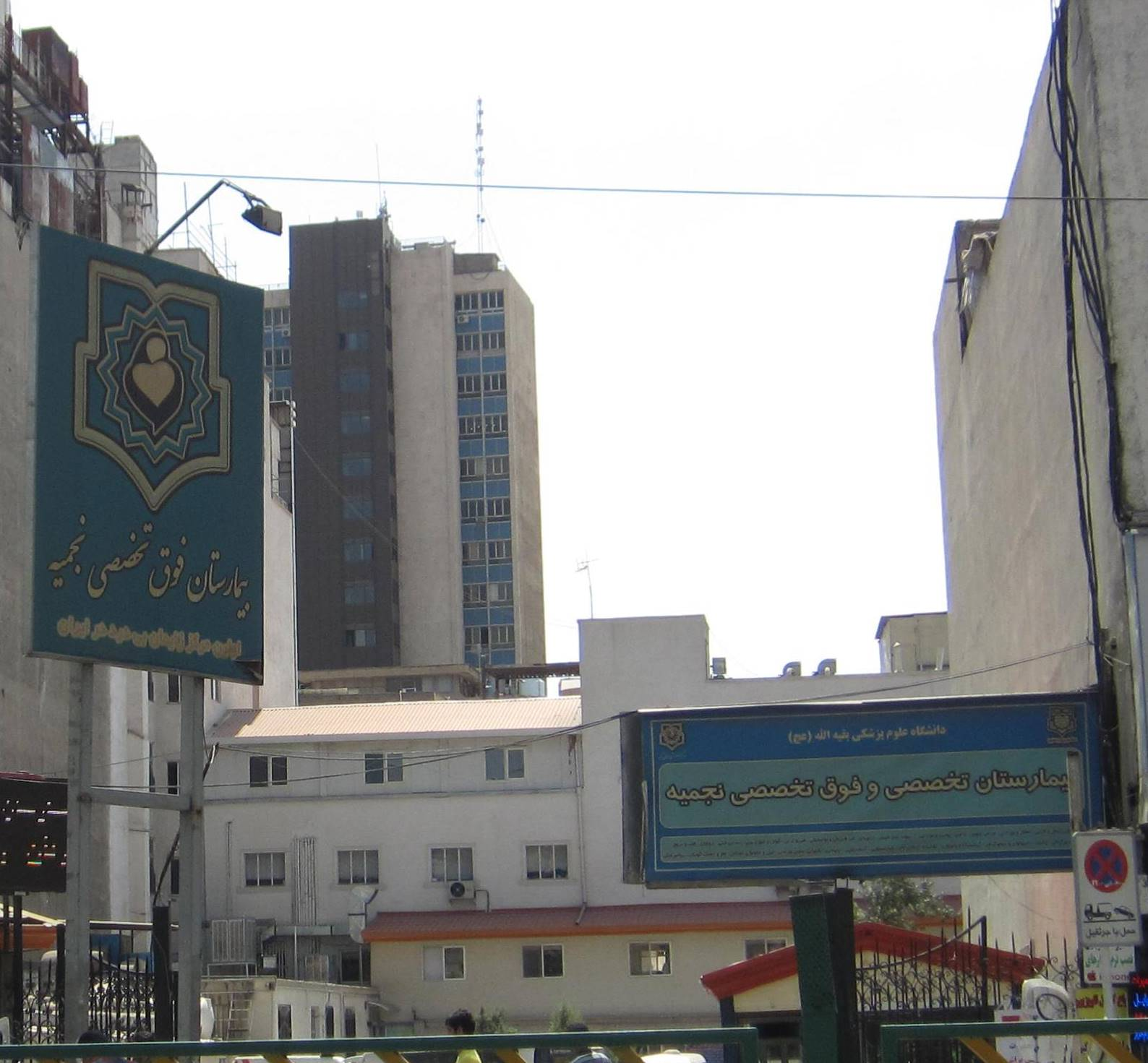
سردر بیمارستان نجمیه در خیابان جمهوری